# Turn Style
Turn Style was een keten van discountwarenhuizen en was een divisie van Jewel, gevestigd in Chicago, het moederbedrijf van de supermarktketen Jewel Food Stores. Sommige Turn Styles in het middenwesten hadden een Osco-apotheek, wat in de jaren 1960 en 1970 zeer ongebruikelijk was voor een discountwinkel. Op het hoogtepunt telde de keten meer dan vijftig winkels verspreid over Chicago, en daarnaast in het zuiden van de staat Illinois, Decatur (Illinois), Moline (Illinois), Davenport (Iowa), Omaha (Nebraska), Boston (Massachusetts), Merrillville (Indiana), Michigan en Racine (Wisconsin).

## Geschiedenis
Turn Style was een discountwarenhuisketen gevestigd in Brighton, Massachusetts, opgericht door Harold Sparks, die in 1957 zijn eerste winkel in Lynn, Massachusetts opende. Dit was het eerste discountwarenhuis dat in de staat Massachusetts werd geopend en het tweede in New England, na de opening van Topps, dat zeven maanden eerder in het naburige Connecticut was geopend. Er werden snel andere vestigingen geopend in Massachusetts, in Brighton (1958), Lawrence (1960) en Medford (1961). 
Jewel nam de warenhuisketen Turn Style in 1961 over en begon de keten snel uit te breiden. De omzet voor het jaar 1961 werd geschat op $ 14 miljoen met vier winkels, met het hoofdkantoor in Brighton, Massachusetts. Het eerste Turn Style Family Center werd in maart 1962 in Racine geopend. 
Op het hoogtepunt was de keten actief in het hele Middenwesten en in de omgeving van Boston, Massachusetts. Binnen drie jaar na de opening van de winkel in Racine, Wisconsin, waren de winsten, gemeten op basis van ROI, de hoogste binnen de Juwel-bedrijven. De snelle expansie, het besluit van het bedrijf om een cataloguswinkel te beginnen en een onrealistische, verdeelde onderneming in de ' hypermarkt'-branche, zorgden er allemaal voor dat de winst daalde. 
De economie zorgde er ook voor dat Jewel haar groeistrategie moest heroverwegen en er werd besloten Turn Style te verkopen om zo haar groei te kunnen concentreren op haar kernactiviteiten: supermarkten en drogisterijen. In 1978 werden 19 van de 22 bestaande winkels verkocht aan May Department Stores en omgebouwd naar het Venture-format. Andere winkels werden omgebouwd tot grote Osco Drug Stores en sommige werden helemaal gesloten.